# Adobe Acrobat
Unter Adobe Acrobat wird eine Gruppe von Programmen zusammengefasst, die zum Erstellen, Verwalten, Kommentieren und Verteilen von PDF-Dateien verwendet werden. Dieses kostenpflichtige Programmpaket des Software-Unternehmens Adobe Inc. enthält ein Anwendungsprogramm zum Erstellen und Bearbeiten von PDF-Dokumenten.
Adobe bietet in seiner Acrobat-Familie weitgehende Unterstützung von digitalen Unterschriften (Signaturen) und grundsätzliche Unterstützung von Verschlüsselungstechnologien.

## Namensgebung
Adobe hat die Namen seiner Programme immer wieder leicht verändert. Zusammenfassend lässt sich – unter Einschränkungen – festhalten:
- Programme zum Betrachten von PDF-Dokumenten hießen in der Regel „Acrobat Reader“, später Adobe Reader. Ab Version 12 wird wieder die Bezeichnung Adobe Acrobat Reader zuzüglich DC (für „Document Cloud“) verwendet. In neueren Versionen sind eingeschränkte Kommentier-, Formular- und Signiermöglichkeiten enthalten. Einige Funktionen wie das „Messwerkzeug“ sind erst verfügbar, wenn in einer PDF-Datei mit Acrobat die entsprechende Freigabe gegeben wurde.
- Programme zum Erstellen, Bearbeiten und Signieren von PDF-Dokumenten heißen in der Regel Acrobat, je nach Fähigkeiten mit Namenszusätzen wie Standard, Professional oder Pro. Die Erstellung von 3D-PDF war möglich in Acrobat 8 3D und Acrobat 9 Pro Extended, in Acrobat 10 nur noch mit Zusatz-Plugin.
- (Hilfs-)Programme und Treiber nur zum Erstellen von PDF-Dokumenten, nicht aber zum Anzeigen oder Bearbeiten, sind PDFMaker, PDFWriter und Distiller. Diese Programme und Treiber sind vor allem in neueren Versionen meist in Acrobat enthalten.
- Weitere Programme der Acrobat-Produktfamilie tragen in der Regel Acrobat im Namen (eine der Ausnahmen: PDFWriter).

## Produktgeschichte
(Die Produktgeschichte bezieht sich primär auf die US-amerikanischen Varianten.)

### Version 1 (Veröffentlichung: 15. Juni 1993)
- PDF-Version 1.0
- Acrobat Reader 1.0 für MS-DOS, Windows 3.1 und Macintosh. Version 1 war nicht einzeln zu erwerben und ursprünglich nicht kostenlos verfügbar. Nach einiger Zeit kaufte der U.S. Internal Revenue Service (d. h. die Finanzverwaltung) das Recht, Acrobat Reader 1.0 kostenlos zu verteilen.
- Acrobat Exchange 1.0 (enthielt den „PDFWriter“ Drucker-Treiber und Acrobat Exchange)
- Acrobat Distiller 1.0. Zum Erzeugen von PDF-Dateien aus PostScript-Dateien (Zu diesem Zeitpunkt noch kein Druckertreiber).

### Version 2 (Veröffentlichung: September 1994)
- PDF-Version 1.1 (und vorherige) werden unterstützt.
- Acrobat Reader 2.0 für Windows und Macintosh. Von dieser Version an allgemein kostenlos verfügbar.
- Acrobat Exchange 2.0
- Acrobat Professional 2.0 (enthielt Acrobat Exchange und Acrobat Distiller).
- Acrobat Catalog: Software zur Indizierung von PDF-Dokumenten. Durchsuchen der so indizierten Dokumente war nur mit einer speziellen, kostenpflichtigen Version von Acrobat Reader oder mit Acrobat Exchange möglich.

### Version 3 (Veröffentlichung 1996)
- PDF-Version 1.2 (und vorherige) werden unterstützt.
- Acrobat Reader 3.0. Erstmals ist es möglich, PDF-Dokumente in Internet-Browsern anzuzeigen. Außerdem Ausfüllen von Formularen jetzt möglich.
- Zusätzliche, kostenlose Version des Acrobat Reader 3.0, die das Durchsuchen von Dateien ermöglicht, steht als gesondertes Paket (Download) zur Verfügung.
- Namensänderung: Acrobat 3.0 wird der Nachfolger von Acrobat Professional 2.1. Acrobat Catalog und Acrobat Distiller (mit Druckertreiber) sind enthalten.
- Adobe führt beim Update auf Version 3.0.2 die Ausführung in PDF eingebettetes JavaScript ein.
- Erstmals 32-Bit-Unterstützung von Windows 95 und Windows NT – letztmalige Unterstützung von Windows 3.1.

### Version 4 (Veröffentlichung April 1999)
- PDF-Version 1.3 (und vorherige) werden unterstützt.
- Acrobat Reader 4.0.
- Acrobat 4.0.
- Acrobat Business Tools 4.0 (eingeschränkte Version von Acrobat)
- Einführung von Distiller Server 4.0 (noch identisch mit Distiller, aber mit Mehrbenutzer-Lizenz) für Windows, Linux und Solaris

### Version 5 (Veröffentlichung Mai 2001)
- PDF-Version 1.4 (und vorherige) werden unterstützt.
- Acrobat Reader 5.0.
- Acrobat 5.0. (PDFWriter nur noch für Windows verfügbar.)
- Acrobat 5.0.5 unterstützt erstmals nativ macOS, bleibt aber Mac-OS-9-kompatibel.
- Distiller Server 5.0.
- Acrobat Approval 5.0: Eine eingeschränkte, kostenpflichtige Version von Acrobat, die das Unterschreiben von Dokumenten und das Speichern von ausgefüllten Formularen ermöglicht.
- Acrobat Reader 5.1: Support für Adobe LiveCycle Reader Extensions (ermöglicht Besitzern von Adobe LiveCycle, Benutzern von Acrobat Reader bestimmte Funktionen wie das Speichern von Formularen zu erlauben).

### Version 6 (Veröffentlichung April 2003)
- PDF-Version 1.5 (und vorherige) werden unterstützt.
- Namensänderung: Adobe Reader 6.0 (statt Acrobat-Reader; erstmals keine Unix- und Linux-Versionen)
- erneute Namensänderung: Acrobat Professional 6.0 wird der Nachfolger von Acrobat 5.0: PDF-Writer endgültig abgeschafft. Die Version enthält ein Preflight-Werkzeug zur Überprüfung von PDF/X-Dateien für die Druckvorstufe, das von der Berliner callas software GmbH des PDF-Experten Olaf Drümmer entwickelt wurde. Adobe Catalog (zur Indizierung von PDF-Dokumenten) wird aktualisiert und ist nicht mehr mit seinen Vorgängern kompatibel.
- neues Produkt: Acrobat Standard 6.0: eingeschränkte Version von Acrobat Professional (keine Indizierung von Dokumenten, kein Gestalten von Formularen, keine Unterstützung der Druckvorstufe)
- Windows 95 und Windows 98 (Erste Ausführung) werden nicht mehr unterstützt. Acrobat Professional nur für Windows NT, 2000 und XP.
- erstmals reine Mac OS X-Unterstützung (Mac OS 9 wird nicht mehr unterstützt)
- Adobe Acrobat Distiller 6.
- neues Produkt: Acrobat Elements 6.0: zur Erstellung von PDF-Dateien, für große Firmen konzipiert (Mindestabnahme 1000 Lizenzen, nur für Windows verfügbar)
- Acrobat Elements Server 6.0: Client-Server-Version von Acrobat Elements
- OCR-Unterstützung, hier »Paper Capture« genannt (unter »Dokument«)

### Version 7 (Veröffentlichung Januar 2005)
- PDF-Version 1.6 (und vorherige) werden unterstützt.
- Adobe Reader 7.0 (wieder neben Windows und macOS auch für Linux, Solaris, HP-UX und AIX)
- Acrobat Professional 7.0: enthält jetzt Adobe LiveCycle Designer 7.0, ermöglicht neue, XML-basierte Formular-Gestaltung (inkompatibel zu vorherigen Formularen), nur für Windows. Fähigkeit zur Einbettung von 3D-Objektinformationen basierend auf dem Universal 3D format (.u3d). Erstmals Produkt-Aktivierung zum Betrieb nötig.
- neues Produkt: Acrobat 3D (nur Windows): wie Acrobat Professional, aber weitergehende 3D-Unterstützung
- Acrobat Standard 7.0
- Acrobat Elements 7.0 (Mindestabnahme jetzt nur noch 100 Lizenzen)
- Ausbau der LiveCycle-Produktlinie

### Version 8 (Veröffentlichung November 2006)
- PDF-Version 1.7 (und vorherige) und PDF/A (für Langzeit-Archivierung) werden unterstützt.
- Adobe Reader 8.0: Erlaubt das Lesen von PDF-Dateien und unter Umständen eingeschränkte Korrektur-, Kommentier- und Signaturfunktionen.
- Acrobat 8 Elements wurde eingestellt
- Acrobat 8 Standard (nur Windows): Enthält unter anderem Fähigkeiten zur Verschlüsselung und zur Dateizusammenführung
- Acrobat 8 Professional
- Acrobat 8 3D (Veröffentlichung 2007): Tools zur Erstellung von 3D-PDF
- Neues Produkt: Acrobat Connect und Acrobat Connect Professional (früher Macromedia Breeze) ermöglicht die gemeinsame Bearbeitung von PDF-Dokumenten in Echtzeit und das Durchführen von Video-Konferenzen. Es wurde zum 15. Juni 2010 eingestellt.[4]
- Die macOS-Versionen laufen erstmals nativ auf Intel-Macs (allerdings nicht als Universal Binary, sondern in getrennten Versionen für PowerPC- und Intel-Prozessoren)
- (Update-)Unterstützung („core support“) wurde bis zum 3. November 2011 gewährt[5]

### Version 9 (Veröffentlichung Juni 2008)
- Acrobat 9: Basisversion (9.5.5, erschien 2013, und ist die letzte native UNIX-Version[6][7][8])
- Acrobat 9 Pro: mit Tools zur Multimedia-Einbindung
- Acrobat 9 Pro Extended: mit Tools zur Erstellung von 3D-PDF (Nachfolger von Acrobat 8 3D)
- Distiller Server wurde durch das neue Produkt Adobe LiveCycle PDF generator ES ersetzt, der Distiller Server 8.0 ist die letzte verfügbare Version.[9][10]
- (Update-)Unterstützung („core support“) wurde bis zum 26. Juni 2013 gewährt[5]

### Version X (Veröffentlichung November 2010)
Im Oktober 2010 wurde die 10. Version unter dem Namen Acrobat X vorgestellt.
- Adobe Reader X
- Acrobat X Standard: Basisversion
- Acrobat X Pro: mit Tools zur Multimedia-Einbindung und Erstellung von PDF-Portfolios[11]
- Acrobat Pro Extended wurde eingestellt, die Erstellung von 3D-PDF erfordert das kostenpflichtige Plug-in Tetra 4D[12]
- Acrobat X Suite: mit weiteren Multimedia-Tools[13]
- (Update-)Unterstützung („core support“) wurde bis zum November 2015 gewährt[5]

### Version XI (Veröffentlichung Oktober 2012)
Am 1. Oktober 2012 wurde die 11. Version unter dem Namen Acrobat XI vorgestellt.
- Adobe Reader XI: Erlaubt jetzt auch in verschlüsselten PDF-Dateien das Abspeichern von ausgefüllten Formularen und Kommentaren
- Acrobat XI Standard: Basisversion
- Acrobat XI Pro: Exportfunktion nach Word, Excel und (neu) PowerPoint, einfachere Bearbeitung von Texten und Bildern in PDF-Dateien, schnellere Auswertung von Formularen, verbesserte Anbindung an Online-Dienste wie Office 365 und Acrobat.com.[15]
- Der Support für Adobe Acrobat XI endete am 15. Oktober 2017.[16]

### Version DC (Veröffentlichung April 2015)
Am 7. April 2015 wurde die 12. Version unter dem Namen Acrobat DC (für „Document Cloud“) vorgestellt.

### Version 2017 (Veröffentlichung Juni 2017)
Am 6. Juni 2017 wurde die 13. Version vorgestellt.

### Version 2020 (Veröffentlichung Juni 2020)
Am 1. Juni 2020 wurde die 14. Version vorgestellt.